# Пакистан и Европейский союз
Отношения между Пакистаном и Европейским союзом — международные отношения, внешнеполитические и торговые отношения между Исламской Республикой Пакистан и Европейским союзом.

## Торговые отношения
В 1976 году было подписано первое Соглашение о коммерческом сотрудничестве между Европейской комиссией и Пакистаном, а 10 лет спустя было подписано Соглашение о коммерческом сотрудничестве и сотрудничестве сроком на 5 лет, которое с тех пор продлевается по негласному соглашению.
В целях повышения потенциала Пакистана по вопросам, связанным с Всемирной торговой организацией (ВТО), в 2004 году была начата программа технической помощи, связанной с торговлей, с целью оптимизации процедур и процессов упрощения процедур торговли в соответствии с нормами и стандартами ЕС.
В мае 2007 года Европейский Союз и Пакистан создали «Подгруппу по торговле» при Совместной комиссии Пакистана и ЕС.
С января 2014 года Пакистан пользуется Всеобщей системой преференций плюс (GSP+). GSP+ предоставляет полную отмену тарифов более чем на 66 % тарифных позиций ЕС. Чтобы воспользоваться преимуществами GSP+, Пакистан должен продемонстрировать прогресс в реализации 27 глобальных конвенций, касающихся надлежащего управления, прав человека и труда и защиты окружающей среды.
ЕС является крупнейшим экспортным направлением Пакистана. В 2019 году на ЕС приходилось 33 % внешней торговли Пакистана, причем экспорт Пакистана в ЕС достиг 7,492 млрд евро, в основном это текстиль, а также медицинское оборудование и изделия из кожи, тогда как экспорт ЕС в Пакистан составил 5,545 млрд евро (в основном механическое и электрическое оборудование. , а также химические и фармацевтические продукты.

## Политические отношения
Дипломатические отношения между Пакистаном и Европейским экономическим сообществом были установлены в 1962 году. В 1985 году Европейская комиссия открыла офис в Исламабаде, который через 3 года был преобразован в делегацию Европейской комиссии, включая полный дипломатический статус и главу делегации, аккредитованную в качестве посла в Глава государства Исламская Республика Пакистан.
Европейский союз направлял своих наблюдателей на парламентские выборы в Пакистане в 2002, 2008, 2013 годах, а также миссию по наблюдению за выборами в 2016 и 2018 годах, что является способом укрепления демократического процесса. База данных Европейского Союза по избирательным миссиям упоминается по этой ссылке.
В декабре 2006 года Совет Европейского союза призвал Афганистан и Пакистан к углублению отношений и тесному сотрудничеству для решения проблемы отсутствия безопасности в приграничных районах, в то же время призвав Пакистан наращивать текущие усилия по предотвращению использования его территории Талибаном.

## Сотрудничество в целях развития
С начала сотрудничества с Пакистаном в 1976 году Европейская комиссия выделила более 1,300 миллионов евро на проекты и программы. В течение 1980-х годов Комиссия запустила комплекс проектов инфраструктуры и социального развития, которые были сосредоточены на развитии дорог, мостов, рыбацких гаваней, инфраструктуры электроснабжения в сельской местности, животноводства, образования, профессионального обучения и комплексного развития сельских районов. В 1990-х годах Европейская комиссия оптимизировала и консолидировала свой портфель и переориентировала свою деятельность на программы инвестиций в социальный сектор, основанные на политике, уделяя больше внимания человеческому развитию и управлению окружающей средой в соответствии с изменениями в государственной политике. Кроме того, Европейская комиссия оказывала поддержку более мелким операциям с НПО в таких областях, как благосостояние населения, детский труд, формирование доходов, сокращение спроса на наркотики и здоровье в сельских районах.
Согласно предыдущему Страновому стратегическому документу (CSP) Европейской комиссии на 2002—2006 гг. сотрудничество Европейского Союза в Пакистане было сосредоточено на человеческом развитии, в частности на программах базового образования на провинциальном уровне. На период 2002—2006 гг. Первоначально было выделено 75 миллионов евро на развитие и экономическое сотрудничество. Дополнительная поддержка Европейской комиссией Пакистану была предоставлена после событий 2001 года в знак признания роли Пакистана в качестве партнера в борьбе с терроризмом, включая 50 миллионов евро на реформы финансовых услуг и поддержку развития микрофинансовых МСП.
В рамках своей политики сотрудничества в области охраны окружающей среды в период с 2001 по 2011 год Европейский Союз внес в общей сложности 30 миллионов евро на восстановление, управление и сохранение природных ресурсов, защиту и сохранение биоразнообразия, образование и создание потенциала посредством устойчивого управления ресурсами с участием местных жителей. сообщества. Основными целевыми районами были горные районы Пенджаба и Хайбер-Пахтунхва (ХП), которыми воспользовались более 2 миллионов человек. С 2011 по 2018 год ЕС запустил 3 экологических проекта с помощью нескольких заинтересованных сторон, таких как WWF, с общим финансированием 2,659 миллиона евро: «Создание потенциала для адаптации к изменению климата в прибрежных районах Пакистана» (CCAP), "Укрепление пакистанских гражданских Коалиция общества за изменение климата (CSCCC) «и» Стратегическая экологическая оценка (SEA) / Оценка воздействия на окружающую среду (EIA) финансируемых ЕС программ развития сельских районов в Пакистане".
Пакистан также участвует в программе Horizon 2020, которая является крупнейшей программой ЕС в области исследований и инноваций за всю историю Европейского Союза. Пакистанский научный фонд был объявлен координационной организацией ЕС по исследовательской и инновационной программе Horizon-2020 в Пакистане и под руководством и политикой Министерства науки и технологий будет координировать с ЕС реализацию программы Horizon 2020.
Пакистан также пользуется преимуществами Erasmus +, программы ЕС в области образования, обучения, молодежи и спорта на период 2014—2020 гг. Программы финансируют академическую мобильность и дают возможность студенту учиться в зарубежной школе / университете. Действие по наращиванию потенциала в сфере высшего образования (CBHE) было направлено на модернизацию и реформирование высшего образования, улучшение управления и построение отношений между предприятиями и высшими учебными заведениями.
Приоритеты сотрудничества ЕС с Пакистаном определены в Многолетней индикативной программе (MIP) на период 2014—2020 гг., в которой основное внимание уделяется оказанию долгосрочной поддержки развитию сельских районов, образованию и управлению. Посредством программы MIP ЕС вносит свой вклад в развитие сельских районов, системы образования и обучения, гуманитарную помощь и укрепляет демократию в Пакистане.
Одной из крупнейших программ, финансируемых ЕС в течение этого периода финансирования (2015—2021 гг.), является Совет Союза Синд и поддержка экономического укрепления Сообщества (SUCCES). Этот проект направлен на то, чтобы позволить правительству Синда поддерживать и поддерживать инициативы в области развития, инициированные самими общинами в провинции. Стремясь снизить уровень бедности в 8 округах провинции Синд, он будет способствовать расширению прав и возможностей женщин и поможет им более эффективно взаимодействовать с местными органами власти. Цель программы УСПЕХ — привести к увеличению уровня и диверсификации источников дохода для целевых сообществ и домашних хозяйств.
Отношения ЕС и Пакистана вывели на новый стратегический уровень саммит ЕС — Пакистан, состоявшийся 17 июня 2009 года. Этот саммит позволил обсудить различные вопросы, такие как укрепление партнерства между ЕС и Пакистаном, региональная политическая ситуация, глобальные проблемы и мировая экономика.
1 декабря 2009 г., когда Лиссабонский договор вступил в силу, представительство Европейской комиссии, созданное в Пакистане, стало «Делегацией Европейского Союза в Пакистане».
Чтобы заложить основу для стратегического диалога, 4 июня 2010 года состоялась вторая встреча на высшем уровне, на которой было сформировано партнерство во имя мира и развития, основанное на общих ценностях, принципах и обязательствах.
В соответствии с решениями, принятыми в ходе встреч на высшем уровне между Европейским союзом и Пакистаном в 2009 и 2010 годах, в 2012 году вступил в силу Пятилетний план взаимодействия между ЕС и Пакистаном. Целью этого Плана было «наладить стратегические отношения путем налаживания партнерства во имя мира и развития, основанного на общих ценностях, принципах и обязательствах». Вторым результатом саммитов ЕС-Пакистан стал стратегический диалог ЕС-Пакистан, состоявшийся в Исламабаде в июне 2012 года. Верховный представитель Европейского союза по иностранным делам и политике безопасности / вице-президент Европейской комиссии (HR / VP) Кэтрин Эштон возглавила сторону Европейского союза, а министр иностранных дел Пакистана Хар представлял Пакистан. Два стратегических диалога между ЕС и Пакистаном были проведены в марте 2014 г. и в октябре 2016 г.
В ходе стратегического диалога 2016 года обе стороны ещё больше укрепили свои отношения и договорились заменить пятилетний план взаимодействия между ЕС и Пакистаном Планом стратегического взаимодействия между ЕС и Пакистаном (SEP). В июне 2019 года ПВС был подписан в Брюсселе между ЕС и Пакистаном. Этот план основан на правилах международного права, а также на Уставе Организации Объединённых Наций, на взаимном уважении, доверии, а также на общих интересах. ПВЗС включает традиционные области, такие как мир и безопасность, демократия, верховенство закона, надлежащее управление, права человека, миграция и мобильность, торговля и инвестиции. Но он также ввел сотрудничество в дополнительных, приобретающих все большее значение областях, таких как энергетика, изменение климата, связь, образование и культура, а также наука и технологии.

## Гуманитарная помощь
Землетрясение 8 октября 2005 года оказало разрушительное воздействие на северные территории Пакистана, в частности на Азад-Кашмир, а также на Северо-Западную пограничную провинцию. В ответ на это бедствие Европейская комиссия предложила пакет помощи в размере 93,6 млн евро, включающий как гуманитарную помощь (43,6 млн евро), так и поддержку восстановления (50 млн евро) для обязательств в 2005 году. Существенная помощь также была предоставлена по другим тематическим направлениям. статьи бюджета, в том числе для афганских беженцев в Пакистане и засухи.
В 2010 году Пакистан пострадал от крупных наводнений, от которых пострадали более 20 миллионов человек. Чтобы помочь Пакистану, Европейский союз выделил 150 миллиардов евро в 2010 году и 92,5 миллиарда евро в 2011 году Генеральным директоратом европейской гражданской защиты и операций по оказанию гуманитарной помощи (DG ECHO). В том числе наводнения, ЕС также помог Пакистану пострадавшим людям как внутренне перемещенным лицам (ВПЛ) и беженцам.

## Списки послов
| Послы ЕС в Пакистане - г-жа Андрулла Каминара (сентябрь 2019 — н. в.), - г-н Жан-Франсуа Котен (апрель 2015 — июль 2019), - г-н Ларс-Гуннар Вигемарк (февраль 2011 — март 2015), - г-н Йоханнес Де Кок (январь 2011 — январь 2011). | Послы Пакистана в ЕС - г-н Дж. А. Рахим (апрель 1952 — 1953), - г-н Хабибур Рахман (май 1956 — декабрь 1958), - г-н Икбал Атар (март 1959 — декабрь 1961). - г-н Альбдур Рахман Хан (март 1962 — декабрь 1967), - г-н Риаз Пирача (октябрь 1968 — октябрь 1970). - г-н М. Масуд (октябрь 1970 — сентябрь 1973), - г-н Камарул Ислам (декабрь 1973 по январь 1979), - г-н В. А. Джаффери (апрель 1979 — август 1984), - г-н Махади Масуд (октябрь 1984 — март 1988), - г-н Мунир Акрам (июнь 1988 — декабрь 1991), - г-н Рафат Махди (август 1992 — февраль 1995), - г-н Риаз М. Хан (апрель 1995 — июль 1998), - г-н С. К. Дехлави (август 1998 — май 2001), - г-н Шаукат Умер (июль 2001 — август 2002), - г-н Тарик Фатеми (сентябрь 2002 — июль 2004), - г-н М. Саид Халиб (март 2005 — июнь 2008), - г-н Шафкат Саид (октябрь 2008 — ноябрь 2009), - г-н Джалил Аббас Джилани (декабрь 2009 — сентябрь 2012), - г-н Мунавар Саид Бхатти (октябрь 2012 — март 2014), - г-жа Нагмана Аламгир Хашми (апрель 2014 — июль 2019), - г-н Захир Аслам Джанджуа (сентябрь 2019 — н. в.). |